# What's Another Year?
What's Another Year? är en sång skriven av Shay Healy och framförd av Johnny Logan för Republiken Irland i Eurovision Song Contest 1980 i Haag i Nederländerna. Melodin vann tävlingen på 143 poäng. Singeln toppade singellistorna i Republiken Irland, Norge, Storbritannien och Sverige. Johnny Logan spelade också in sången på tyska, under titeln "Was ist schon ein Jahr".
Margot Borgström skrev en text på svenska vid namn "Vad gör än ett år", med vilken låten spelades in av bland andra Vikingarna på albumet Kramgoa låtar 8 1980 samt släpptes på singel samma år.. Lars Berghagen spelade samma år in låten på albumet Tillsammans igen och släppte den på singel samma år.
Med denna text spelades låten 1980 även in av Flamingokvintetten på albumet Flamingokvintetten 11. och även de släppte sin version på singel. Margot Borgström skrev också en text på svenska vid namn "Snart går ett år", vilken användes när Samuelsons 1980 spelade in låten och släppte den på singel.
Både Lasse Berghagen och Vikingarna fick under 1980 in sina versioner på Svensktoppen.

## Listplaceringar
| Lista (1980)  | Placering |
| ------------- | --------- |
| Nederländerna | 6         |
| Norge         | 1         |
| Schweiz       | 2         |
| Sverige       | 1         |
| Österrike     | 5         |